# Кулалісі
Кулалісі (груз. ყულალისი) — село в Грузії.
За даними перепису населення 2014 року в селі проживає 151 особа.